# Sean Garrett
Garrett Robin Hamler, nació el 30 de marzo de 1979 en Atlanta, Georgia, Estados Unidos conocido profesionalmente como Sean Garrett, es un cantautor y productor musical estadounidense.
Sean Garrett estuvo sujeto a innumerables mudanzas frecuentes debido al trabajo militar de su padre, finalmente se trasladó a Atlanta donde realizó los sencillo más exitosos de su carrera.
Es un compositor acreditado por una serie de grabaciones de R&B y hip hop comercialmente exitosas, comenzando con el sencillo de Usher de 2004 Yeah!. Más tarde, Garrett coescribió otras cinco canciones que alcanzaron la cima del Billboard Hot 100: Goodies para Ciara también en 2004, Check on It para Beyoncé y Run It! para Chris Brown en 2005, así como London Bridge para Fergie y Grillz para Nelly en 2006. Además, ha escrito otros 17 sencillos que alcanzaron su punto máximo en las listas de singles del Reino Unido, Hot R&B/Hip-Hop Songs de EE. UU. o Dance Club Songs.  A lo largo de su carrera, Garrett ha sido nominado a cuatro premios Grammy.

## Créditos en escritura y producción

### Discografía producción/escritura
| Artista          | Título                                                                       | Álbum                              | Año       |
| ---------------- | ---------------------------------------------------------------------------- | ---------------------------------- | --------- |
| Usher            | Yeah! (Con Lil Jon y Ludacris)                                               | Confessions                        | 2004      |
| Ciara            | Goodies (Con Petey Pablo)                                                    | Goodies                            | 2004      |
| Destiny's Child  | Soldier (Con Lil Wayne y T.I.) Lose My Breath T-Shirt Bad Habit              | Destiny Fulfilled                  | 2004      |
| Amerie           | Touch                                                                        | Touch                              | 2005      |
| Chris Brown      | Run It! (Con Juelz Santana) Gimme That                                       | Chris Brown                        | 2005      |
| Teairra Mari     | Make Her Feel Good No Daddy La La Phone Booth Confidential                   | Roc-A-Fella Presents: Teairra Mari | 2005      |
| Chris Brown      | Which One (Con Noah)                                                         | In the Mix                         | 2005      |
| Nelly            | Grillz (Con Paul Wall y Ali & Gipp)                                          | Sweatsuit                          | 2005      |
| Mary J. Blige    | Enough Cryin Good Woman Down                                                 | The Breakthrough                   | 2005      |
| Joe              | Where You At (Con Papoose)                                                   | Ain't Nothin' Like Me              | 2007      |
| Donell Jones     | Better Start Talking (Con Jermaine Dupri) If U Want (Con Bun B) Hands on You | Journey of a Gemini                | 2006      |
| Beyoncé          | Check on It (Con Slim Thug)                                                  | #1's y B'Day                       | 2006      |
| DMX              | Dog Love (Con Amerie)                                                        | Year of the Dog... Again           | 2006      |
| Pussycat Dolls   | Buttons                                                                      | PCD                                | 2006      |
| Fergie           | London Bridge                                                                | The Dutchess                       | 2006      |
| Beyoncé          | Get Me Bodied Upgrade U (Con Jay-Z) Ring the Alarm Green Light               | B'Day                              | 2006      |
| Kelis            | Blindfold Me (Con Nas)                                                       | Kelis Was Here                     | 2006      |
| JoJo             | This Time The Way You Do Me                                                  | The High Road                      | 2006      |
| Gwen Stefani     | Now That You Got It                                                          | The Sweet Escape                   | 2006      |
| Jennifer Lopez   | Desconocido                                                                  | Ska-Tinged                         | 2007      |
| Weather Girlz    | Raining Men                                                                  | Sweet Escape                       | 2007      |
| Cassidy          | Untitled                                                                     | It is What It is                   | 2006/2007 |
| Kelly Rowland    | Like This                                                                    | Ms. Kelly                          | 2007      |
| Enrique Iglesias | Do You Know? (The Ping Pong song)                                            | Insomniac                          | 2007      |
| Beyoncé          | If                                                                           | B'Day Deluxe Edition               | 2007      |
| Chris Brown      | Wall to Wall                                                                 | Exclusive                          | 2007      |
| Britney Spears   | Toy Soldier                                                                  | Blackout                           | 2007      |
| Enrique Iglesias | Away                                                                         | Greatest Hits                      | 2008      |
| Raven-Symoné     | "Stupid" "Girl Get It" "Shorts Like Me" "What Are You Gonna Do?"             | Raven-Symoné                       | 2008      |
| Jesse McCartney  | Rock you                                                                     | Departure                          | 2008      |
| BoA              | I Did It for Love                                                            | BoA                                | 2009      |
| Miley Cyrus      | SMS (Bangerz) [con Britney Spears]                                           | Bangerz                            | 2013      |

Garrett estaría produciendo una pista para el próximo álbum de estudio de Whitney Houston. También estaría produciendo una pista del próximo álbum de Kelly Rowland, Miss Kelly. Garret también produjo la pista "Winning Women" de Nicole Scherzinger con Rihanna, pista que sería incluida en el álbum debut de Scherzinger, Her Name is Nicole.... Estuvo trabajando con Raven-Symoné en su intitulado cuarto álbum de estudio. Se había confirmado que está trabajando con Britney Spears y Madonna, quienes actualmente se encuentran en sesiones de grabación en los estudios musicales para sus nuevos álbumes. Garret, a dúo con Swizz Beatz ha producido éxitos para Beyoncé como "Ring the Alarm", "Upgrade U" y "Check on It". Su último trabajo habría sido "I Did It for Love", canción incluida en el álbum debut en Estados Unidos de la estrella surcoreana BoA. Además de producir el sencillo, hizo una participación en la canción y en el videoclip de la cantante.